# Saint-Cernin, Cantal
Saint-Cernin là một xã ở tỉnh Cantal, thuộc vùng Auvergne-Rhône-Alpes ở miền trung nước Pháp.

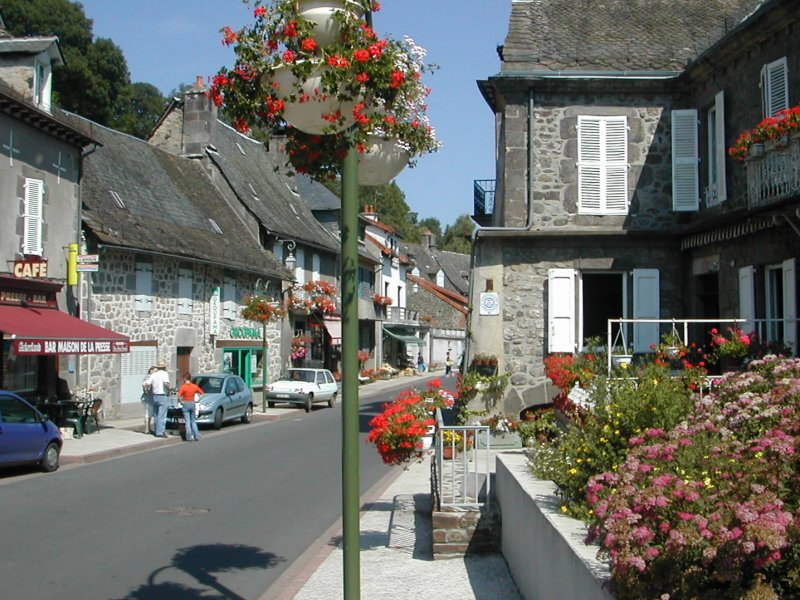
Vue du village de Saint Cernin

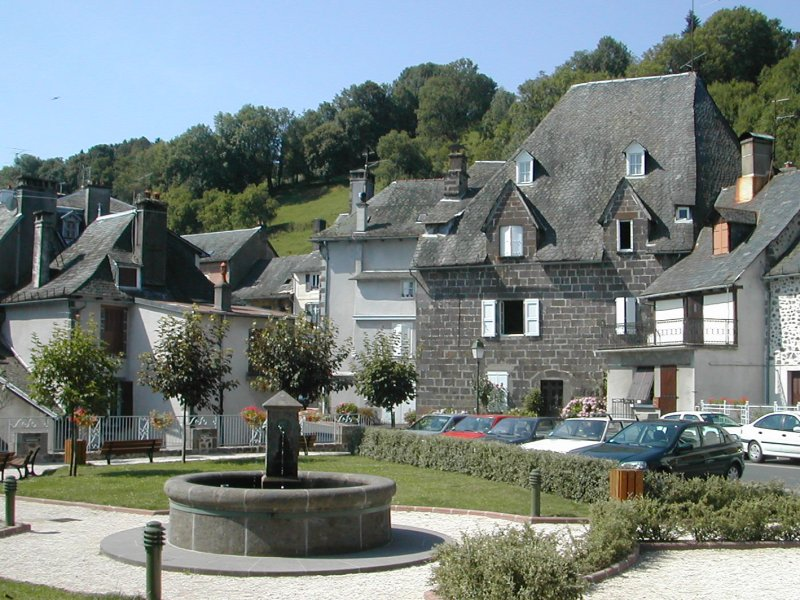
Vue du village de Saint Cernin

## Dân số
| Năm | 1962  | 1968  | 1975  | 1982  | 1990  | 1999  |
| --- | ----- | ----- | ----- | ----- | ----- | ----- |
| Dân số | 1 219 | 1 448 | 1 314 | 1 245 | 1 164 | 1 128 |
| From the year 1968 on: No double counting—residents of multiple communes (e.g. students and military personnel) are counted only once. |       |       |       |       |       |       |